# 杜伊乐丽站
杜伊乐丽站（法語：Tuileries）是法国巴黎地铁1号线的一个车站，位于巴黎第一区，于1900年7月19日启用。站名源於附近的杜伊樂麗花園（Jardin des Tuileries）以及原本位於此處的杜伊樂麗宮（Palais des Tuileries）。

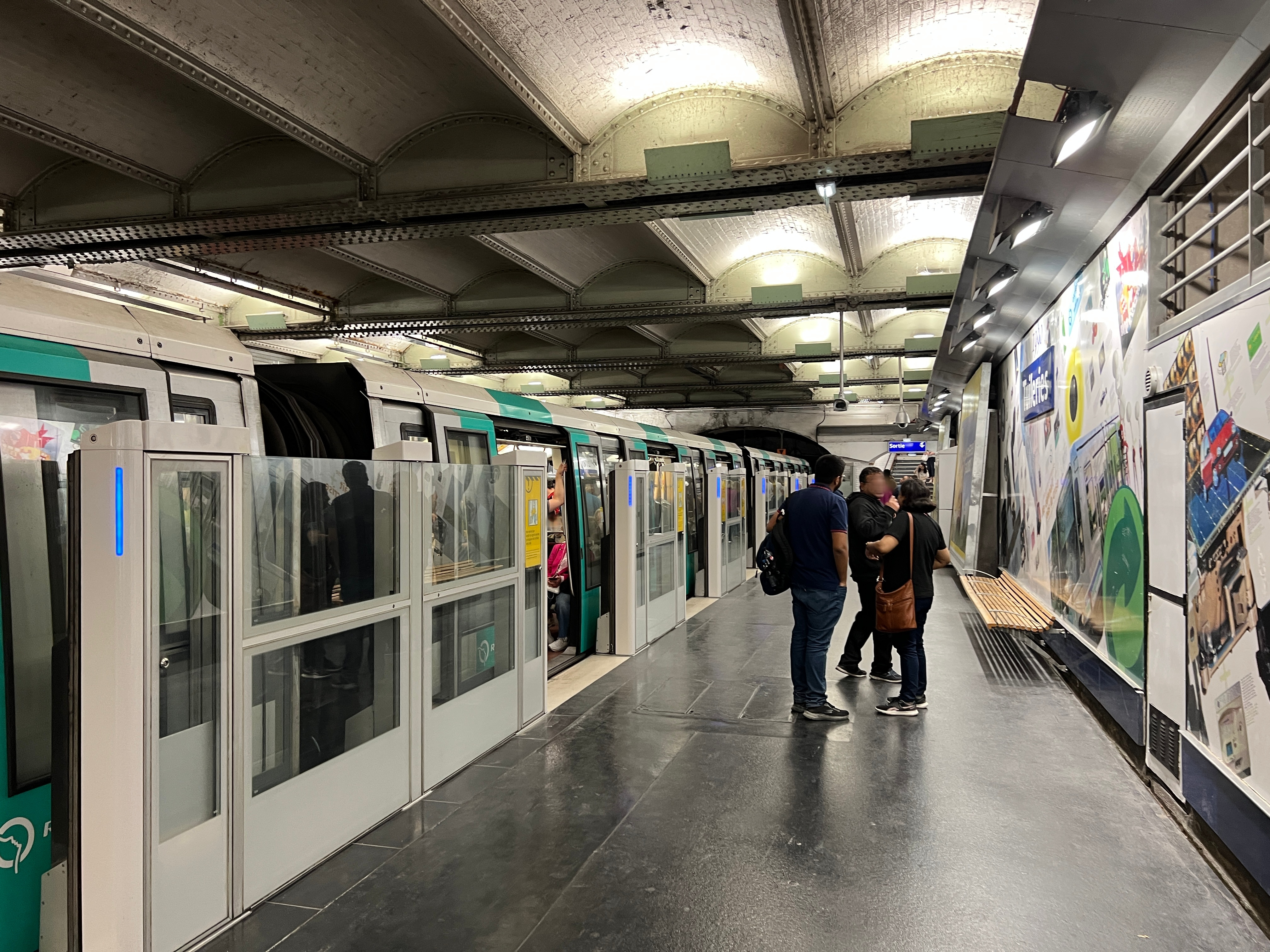
月台 (2022年5月)

## 車站結構
| 街道      |                                  |                                  |
| B1        | 連接層                           |                                  |
| 1號線月台 | 設有月台幕門的側式月台，右側開門 | 設有月台幕門的側式月台，右側開門 |
| 1號線月台 | 西行                             | 往拉德芳斯（協和）               |
| 1號線月台 | 東行                             | 往文森城堡（皇家宮-羅浮宮）      |
| 1號線月台 | 設有月台幕門的側式月台，右側開門 |                                  |